# Polly hilft der Großmutter (Buch)
Polly hilft der Großmutter, auch Polly Patent oder Susi Unverzagt (schwedisch Kajsa Kavat hjälper mormor) ist eine Geschichte von Astrid Lindgren.

## Handlung
Eines Tages wird ein drei Monate altes Baby vor die Tür einer Frau gelegt, mit der Bitte sich um das Kind zu kümmern, da es sonst niemanden hat. Die Frau nimmt sich des Babys an und nennt es Polly Patent, da es bereits als Baby patent aussieht. Polly nennt die Frau von nun an nur noch Großmutter. Die Großmutter lebt mit Polly in einem schönen Haus mit einem kleinen Garten. Großmutter stellt Bonbons her, die sie auf dem Markt verkauft. Als Polly sechs Jahre alt ist verletzt sich ihre Großmutter am Bein. Nun liegt es plötzlich an Polly die Bonbons zu verkaufen und im Haushalt alles herzurichten. Auf dem Markt schafft es Polly alle Bonbons zu verkaufen, auch das Haus richtet sie gut her. Als Belohnung schenkt ihr ihre Großmutter die Puppe zu Weihnachten, die Polly sich immer gewünscht hat.

## Hintergrund
Die Geschichte wurde erstmals 1948 in der schwedischen Zeitschrift Vi veröffentlicht. Illustriert wurde die Geschichte von Ingrid Vang Nyman. 1950 erschien die Geschichte mit Vang Nymans Illustrationen in der Kurzgeschichtensammlung Kajsa Kavat. Später wurde sie als eigenständiges Bilderbuch herausgebracht, illustriert von Ilon Wikland. Das Buch wurde in viele Sprachen übersetzt, darunter Englisch, Italienisch und Deutsch. Während der schwedische Name des Mädchens Kajsa Kavat ist, hat sie in anderen Ländern einen anderen Namen: Brenda Brave (englisch), Greta Grintosa (italienisch) und Polly Patent (Deutsch).
In Deutschland wurde das Buch auch zu einem Theaterstück umgeschrieben, das im Theater Gütersloh gezeigt wurde. Eine der Attraktionen von Astrid Lindgrens värld beschäftigt sich auch mit Polly Patent und ihrer Großmutter.

## Verfilmung
1989 wurde ein gleichnamiger Spielfilm gedreht, der Pollys Geschichte erzählt. Daniel Bergman führte die Regie.

## Rezeption

### Kritiken
Das Fachhochschulteam.de findet, dass das Buch pädagogisch sehr wertvoll sei. Es behandle Themen wie selbständig zu werden, anderen Menschen zu helfen und sie zu unterstützen, sowie das „Miteinander der Generationen“. Astrid Lindgren schreibe in einer „sehr bildlichen und kindgerechten Sprache“. Ilon Wikland gelinge es mit den „farbenfrohen und kindgerechten Bildern“ die wesentlichen Aussagen des Textes so wiederzugeben, dass Kinder ihnen gut folgen könnten. Das Bilderbuch sei für Kinder ab vier Jahren geeignet.

### Nominierung
Deutscher Jugendliteraturpreis
- 1960 Bilderbuch[10]

## Ausgaben
- Polly hilft der Großmutter, Oetinger, 1959. (Illustriert von Ilon Wikland, übersetzt von Karl Kurt Peters)
- Polly hilft der Großmutter, dtv, 1998, ISBN 978-3-423-07597-8. (Illustriert von Ilon Wikland)
- Polly hilft der Großmutter, Oetinger Friedrich GmbH, 2005, ISBN 978-3-7891-1147-1. (Illustriert von Katrin Engelking)
- Polly hilft der Großmutter, SJW Schweiz. Jugendschriftenwerk, 2010 – Illustriert von Vera Eggermann
- Polly hilft der Großmutter – Minibuch, Oetinger 2013, ISBN 978-3-7891-1256-0. (Illustriert von Katrin Engelking)